# Liste der Kulturgüter in Affeltrangen
Die Liste der Kulturgüter in Affeltrangen enthält alle Objekte in der Gemeinde Affeltrangen im Kanton Thurgau, die gemäss der Haager Konvention zum Schutz von Kulturgut bei bewaffneten Konflikten, dem Bundesgesetz vom 20. Juni 2014 über den Schutz der Kulturgüter bei bewaffneten Konflikten sowie der Verordnung vom 29. Oktober 2014 über den Schutz der Kulturgüter bei bewaffneten Konflikten unter Schutz stehen.
Objekte der Kategorie A sind im Gemeindegebiet nicht ausgewiesen, Objekte der Kategorie B sind vollständig in der Liste enthalten, Objekte der Kategorie C fehlen zurzeit (Stand: 1. Januar 2023).

## Kulturgüter
| Foto |                                                                           | Objekt                                         | Kat. | Typ | Standort                                 | Beschreibung                                                                    |
| ---- | ------------------------------------------------------------------------- | ---------------------------------------------- | ---- | --- | ---------------------------------------- | ------------------------------------------------------------------------------- |
| ja   | Datei hochladen · Wikidata zu Reformierte Kirche (Q29882363)              | Reformierte Kirche Märwil KGS-Nr.: 05110       | B    | G   | Märwil, Kirchstrasse 2.2 723175 / 265923 | Erbaut 1885 in wohl ausgewogen byzantinisch-basilikalem Stil von August Keller. |
| ja   | Datei hochladen · Wikidata zu Reformierte Kirche (Q29882365)              | Reformierte Kirche Affeltrangen KGS-Nr.: 13587 | B    | G   | Kirchweg 11 719830 / 265126              |                                                                                 |
| ja   | Datei hochladen · Wikidata zu Katholische Kapelle St. Jakobus (Q29882361) | Katholische Kapelle St. Jakobus KGS-Nr.: 13588 | B    | G   | Kaltenbrunnen 4.1 720105 / 267320        |                                                                                 |